# Collège Louis-Aragon
Le Collège Louis-Aragon est un établissement public situé dans la commune de Jarny, dans le département de Meurthe-et-Moselle, en région Grand Est.

## Histoire
Aragon est le deuxième collège de Jarny. Jusque dans les années 1970, la ville dispose d’un seul collège pour accueillir l’ensemble des élèves scolarisés dans le Jarnisy. Face à la pression démographique du baby-boom, le collège Alfred-Mézières devient rapidement insuffisant. Au début des années 1970, la municipalité de Jarny, en accord avec le rectorat, entreprend donc la construction d’un nouveau collège, entre la rue Pierre Sémard et la rue Foch, en haut de la côte où avaient déjà été construites, soixante ans plus tôt, les cités des employés de la Compagnie des chemins de fer de l'Est. Durant les travaux, certains élèves patientent studieusement dans des bâtiments préfabriqués situés aux abords du collège Alfred-Mézières. Il leur faut attendre jusqu’à la rentrée 1973 pour que l’établissement, qui prend le nom du poète Louis Aragon (1897-1982), ouvre ses portes afin d’accueillir les élèves habitant l’ouest et le nord du Jarnisy.

## Structure du collège

### Effectifs [année scolaire 2016-2017]
| Niveaux                   | Effectifs | Nombre de divisions |
| ------------------------- | --------- | ------------------- |
| 6e                        | 164       | 7                   |
| 5e                        | 180       | 8                   |
| 4e générale (hors 4e AES) | 142       | 7                   |
| 3e                        | 180       | 7                   |
| 6e SEGPA                  | 16        | 1                   |
| 5e SEGPA                  | 15        | 1                   |
| 4e SEGPA                  | 16        | 1                   |
| 3e SEGPA                  | 13        | 1                   |

### Classes
| Langue ancienne                          | Langues vivantes 2  | Langue vivante 1 |
| ---------------------------------------- | ------------------- | ---------------- |
| Langues et cultures de l'Antiquité latin | Allemand et italien | Anglais          |